# Trogon curucui
El surucuá aurora o trogón curucuí (Trogon curucui), llamado también surucuá de pecho verde, surucuá de corona azul, trogón de corona azul, trogón coroniazul y  trogón amazónico, es una especie de ave de la familia Trogonidae.

## Distribución y hábitat
Se encuentra en  Argentina, Bolivia, Brasil, Colombia, Ecuador, Paraguay, y Perú. Su hábitat natural son los bosques húmedos de las tierras bajas subtropicales o tropicales y los antiguos bosques degradados.
Se distribuye por América del Sur es el cuadrante suroeste y el sureste de la cuenca del Amazonas con el límite norte es el río Amazonas. La gama sigue más allá de la cuenca del Amazonas hacia el sur hasta el norte de Argentina y Paraguay, y hacia el este a la costa oriental de Brasil por el sur hasta el norte de Espírito Santo,  un tercio de la distribución de la especie se encuentra fuera de la cuenca del Amazonas.

## Subespecies
Se distinguen las siguientes subespecies:
- Trogon curucui behni Gould, 1875
- Trogon curucui curucui Linnaeus, 1766
- Trogon curucui peruvianus Swainson, 1838

## Galería

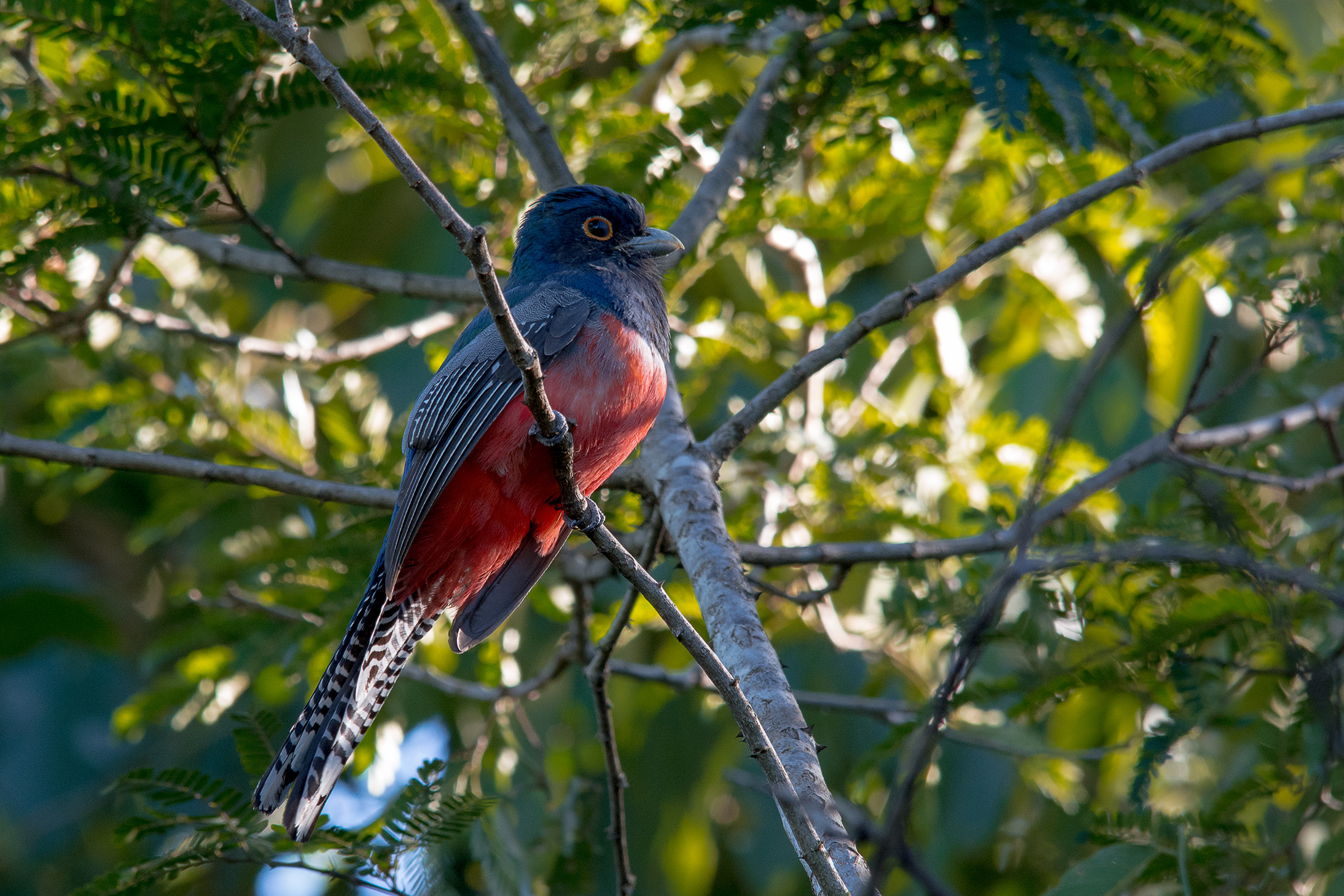
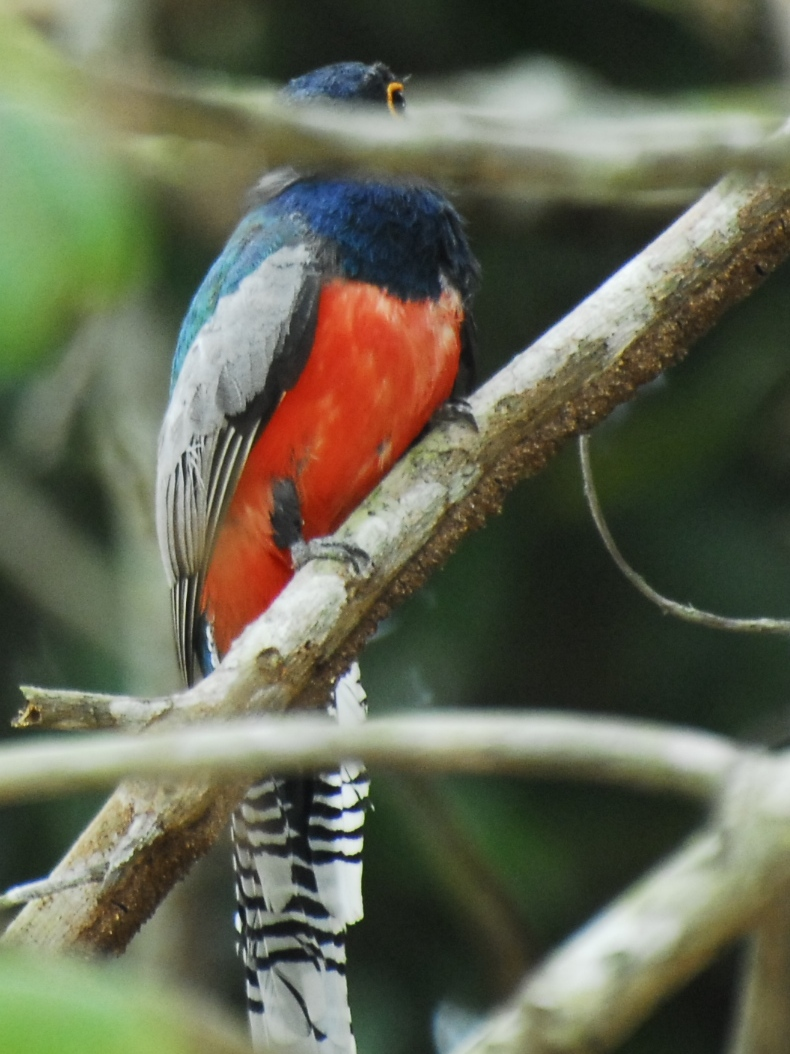
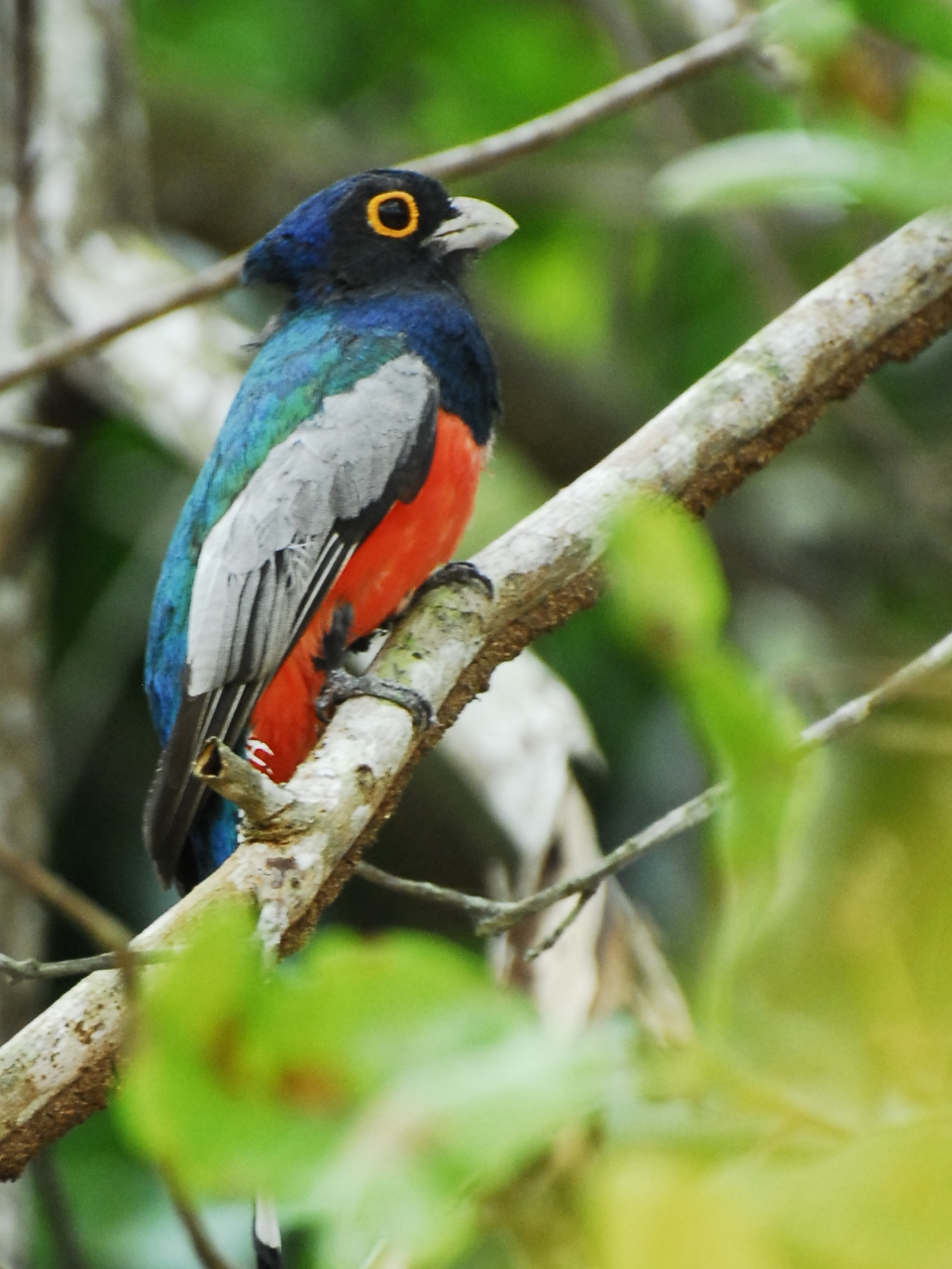
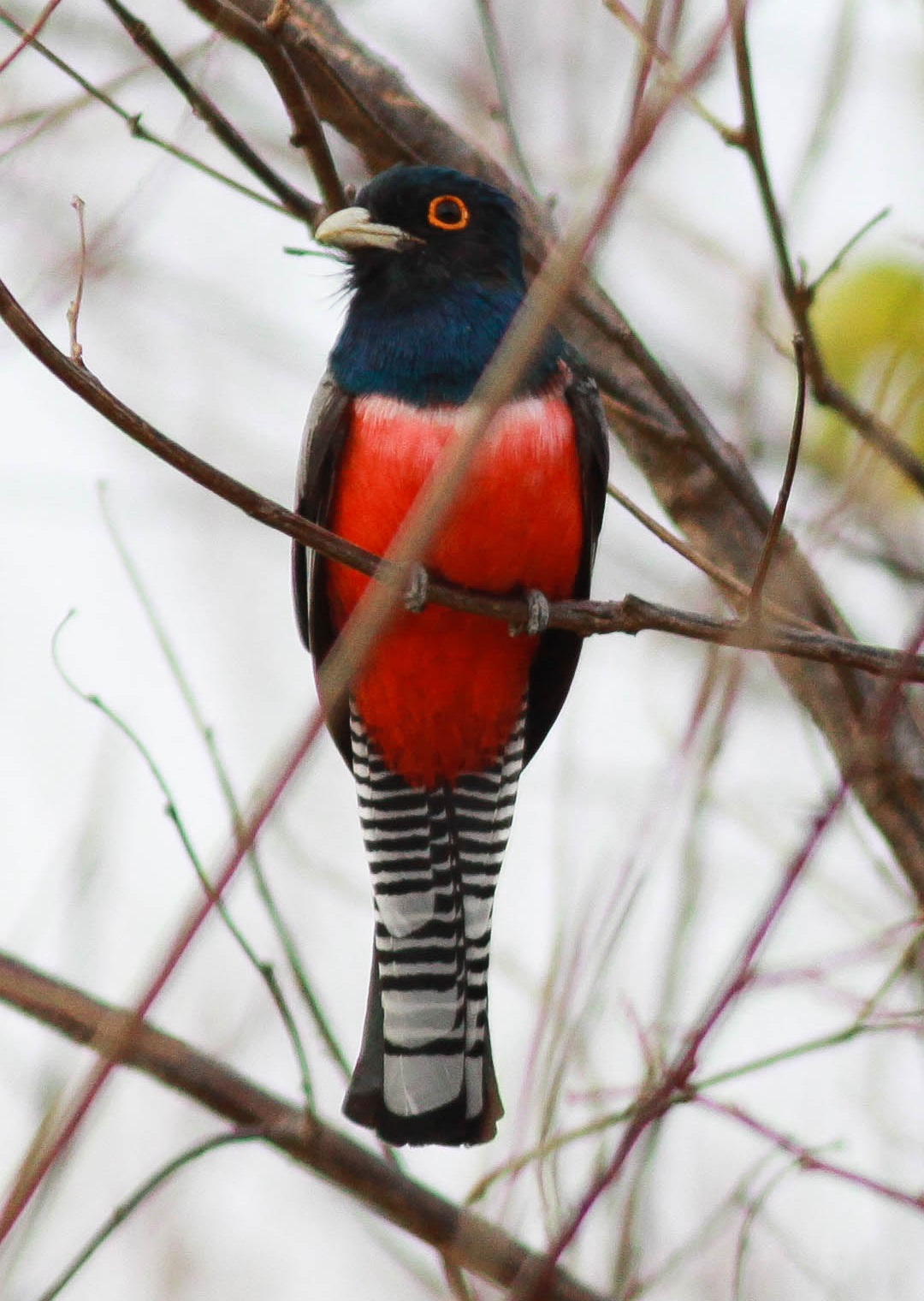
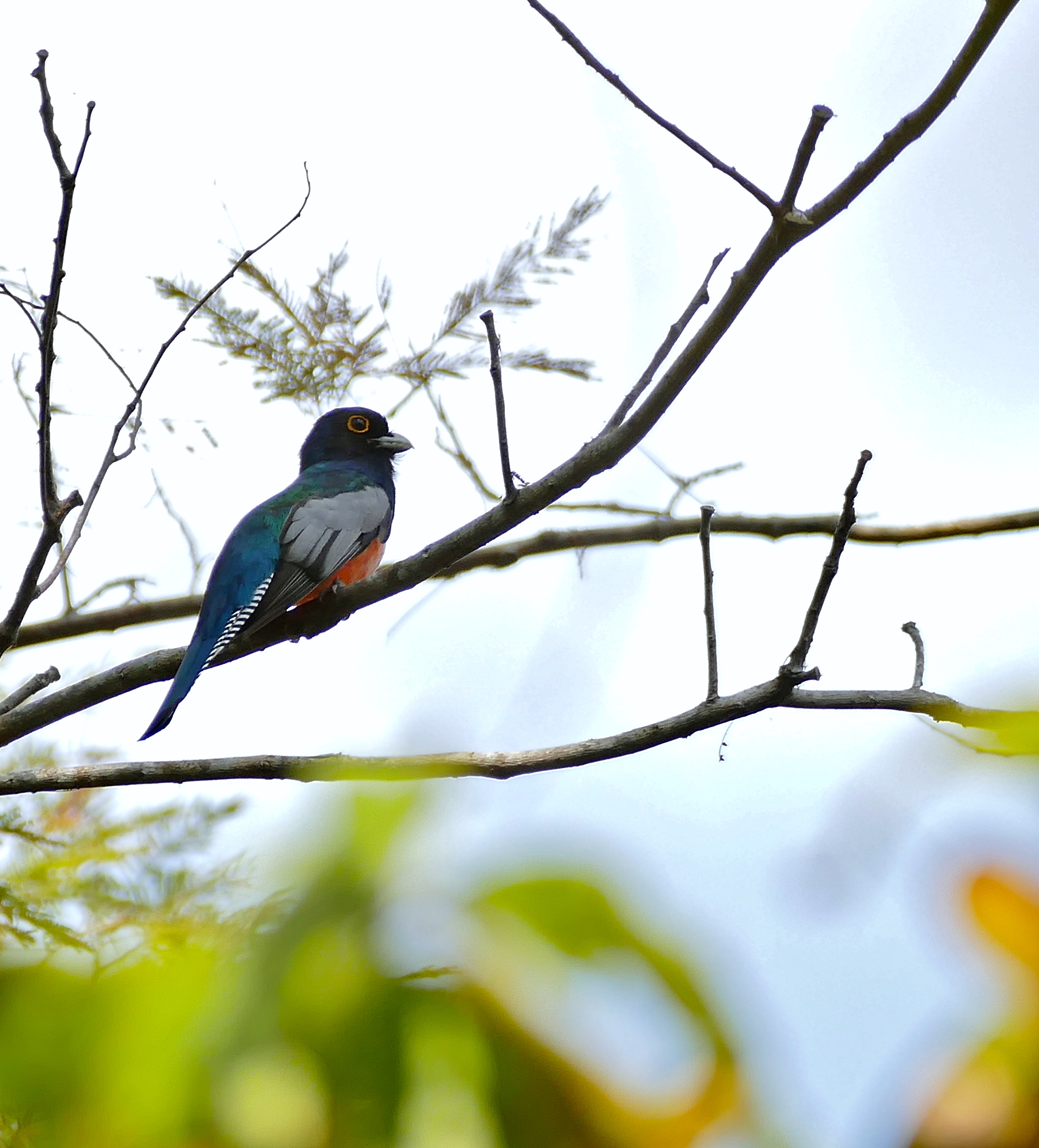
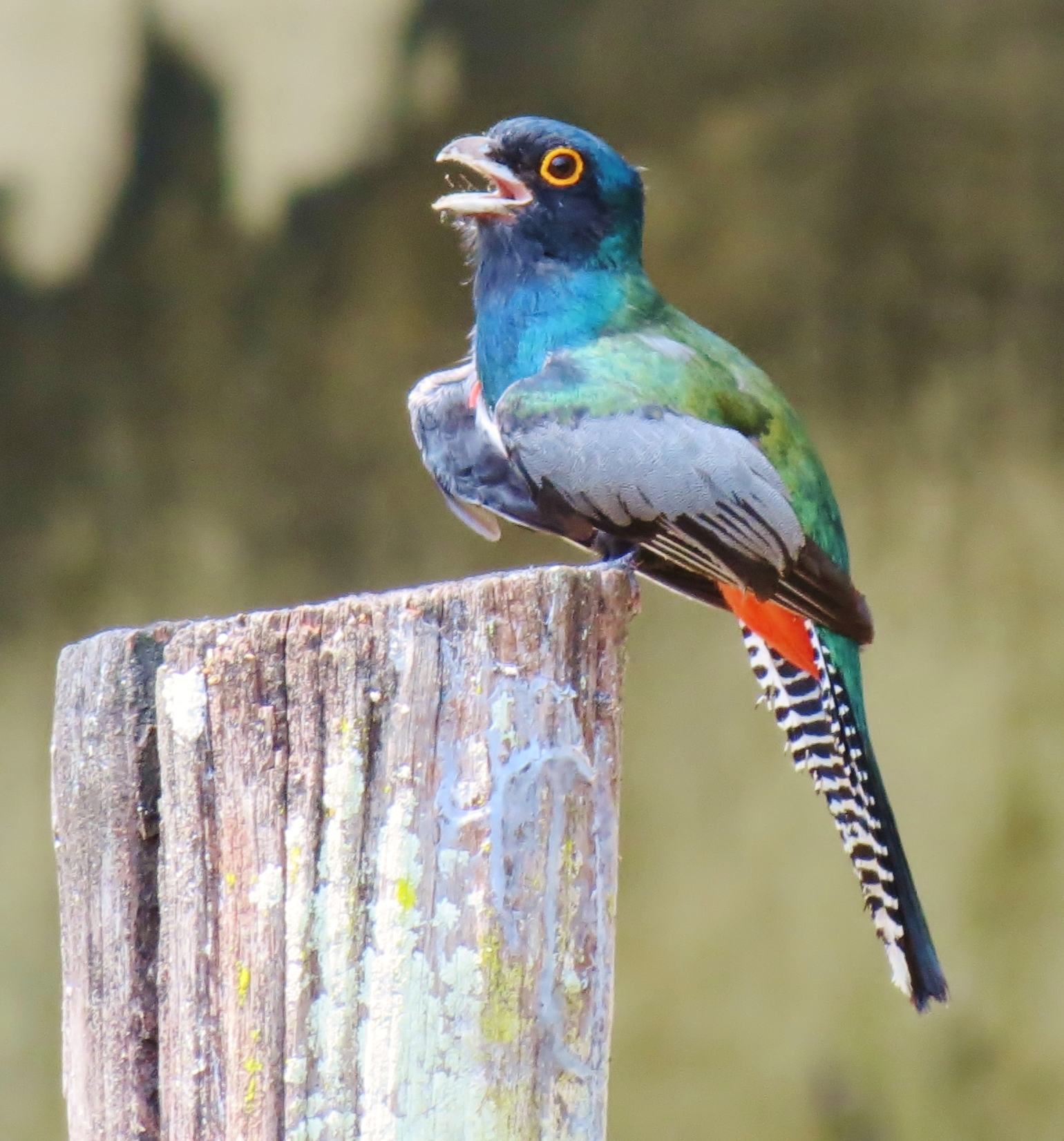